# Toren van Alvaux
De Toren van Alvaux (Frans: Tour d'Alvaux of Tour del Vaux) is een 13e-eeuwse romaanse donjonruïne in de Waals-Brabantse gemeente Walhain. In het vijftien meter hoge gebouw zijn onder meer de intramurale trap en de resten van een schouw bewaard.

## Geschiedenis
Het terrein werd in 1199 verkocht door Bertha, abdis van Nijvel, aan Arnold II van Walhain. De heren van Walhain bouwden er een woontoren, die de residentie werd van een jongere tak van de familie. Hun kasteel van Walhain lag even verderop en heeft eveneens een bewaarde (ronde) donjon.
De vierkante Toren van Alvaux, voltooid tegen 1217, had drie verdiepingen en beschikte over een valbrug. Hij lag in een moerassig gebied, omgeven door twee armen van de rivier de Orne. In de heerlijkheid Alvaux waarvan hij het centrum was, bevond zich ook een watermolen, die eind 19e eeuw gereconstrueerd is. Tot 1472 was Alvaux bezit van de Walhains.
De site is privaat terrein waar sinds 1970 een camping wordt uitgebaat.
Bescherming werd verleend in 1989.

## Voetnoten
1. ↑  Nil-Saint-Vincent, walhain.be (bezocht 11 januari 2023)